# Mariä Himmelfahrt (Friesenhausen)

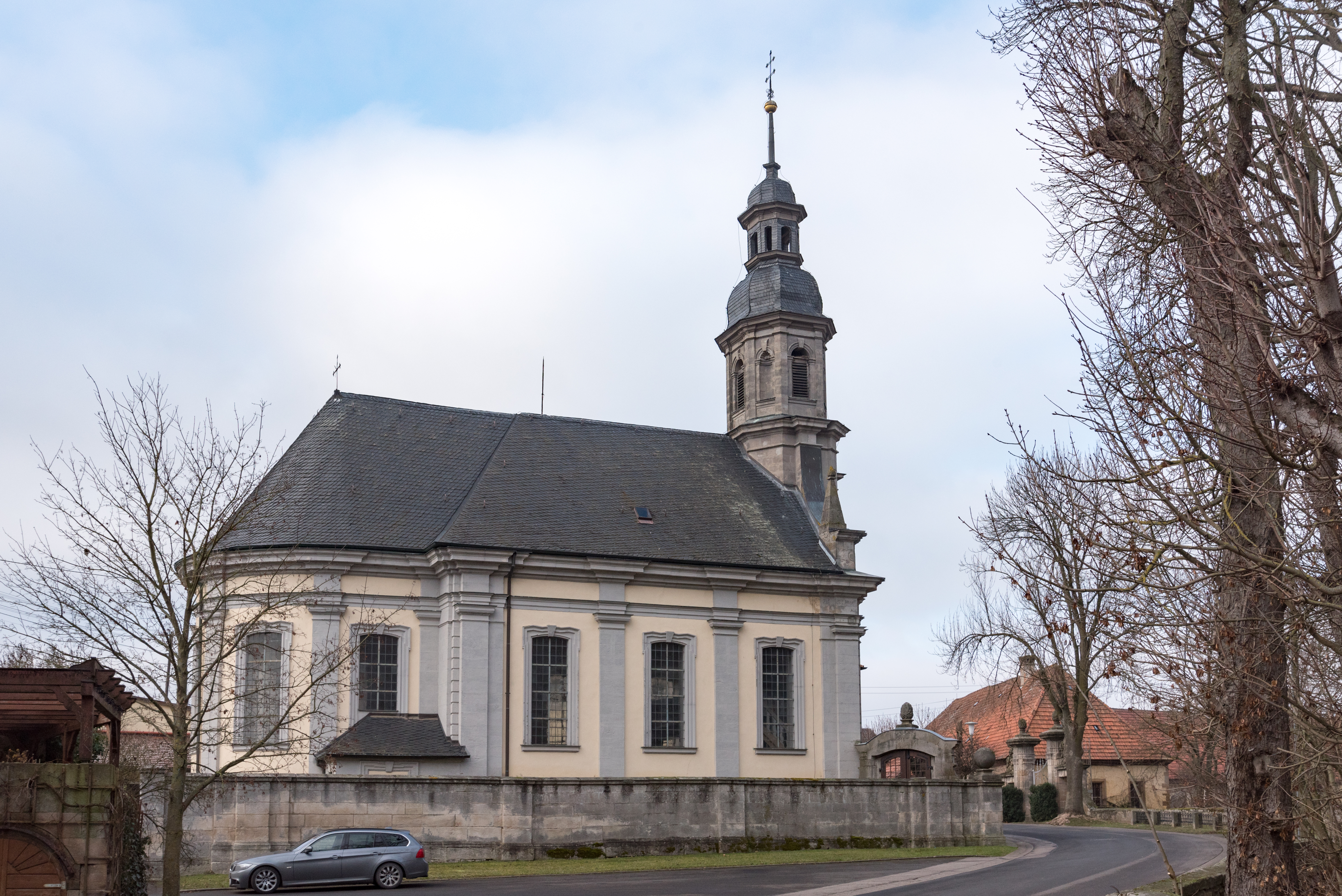
Mariä Himmelfahrt (Friesenhausen)

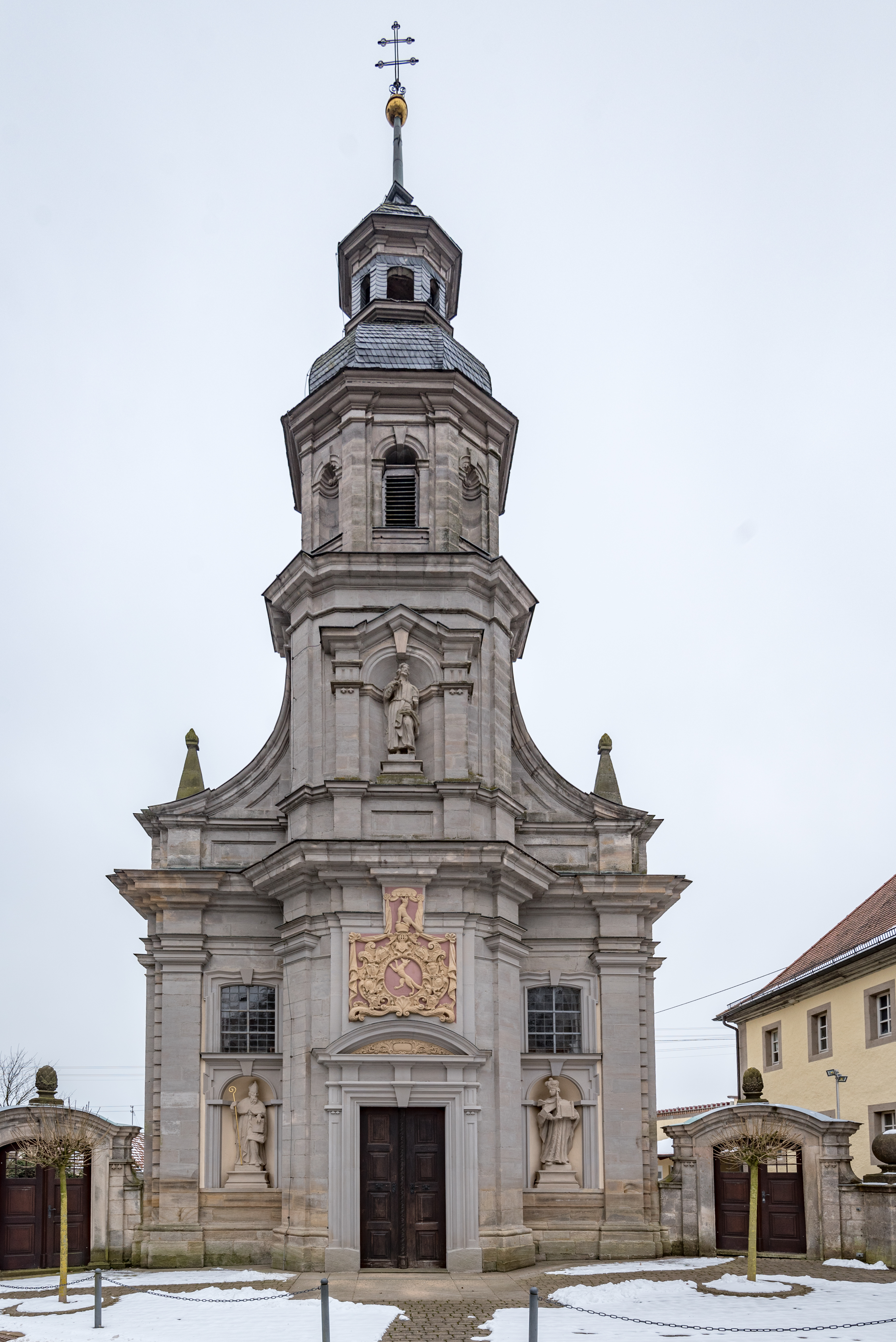
Einturmfassade

Die römisch-katholische Pfarrkirche Mariä Himmelfahrt, die ehemalige Schlosskirche des Schlosses Friesenhausen, steht in Friesenhausen, einem Gemeindeteil von Aidhausen im unterfränkischen Landkreis Haßberge in Bayern. Anfang des 18. Jahrhunderts entstand die denkmalgeschützte, barocke Einturmfassadenkirche. Die Pfarrei gehört zur Pfarreiengemeinschaft Aidhausen-Riedbach im Dekanat Haßberge des Bistums Würzburg.

## Beschreibung
Mariä Himmelfahrt ist eine Saalkirche, die Johann Philipp Fuchs von Dornheim 1713/15 nach einem Entwurf des fürstbischöflichen Stadt- und Landbaumeisters Joseph Greissing errichten ließ. Die Wände des Langhauses mit drei Jochen und des eingezogenen Chors mit einem Joch, der halbrund abgeschlossen im Süden steht, sind mit einem Dachgesims und Pilastern gegliedert, zwischen denen die Fenster angeordnet sind. Im Norden befindet sich eine  reich gegliederte Einturmfassade aus Haustein mit Werksteingliederungen. Das oberste Geschoss des mit einer Welschen Haube bedeckten Fassadenturms enthält den Glockenstuhl. In Nischen neben dem Eingangsportal stehen Figuren des heiligen Burkard und der heiligen Kunigunde, im Obergeschoss Salvator mundi. Über dem Eingang befindet sich das Wappen des Bauherrn, ein aufrecht stehender Fuchs.